# Ferrari 330P2

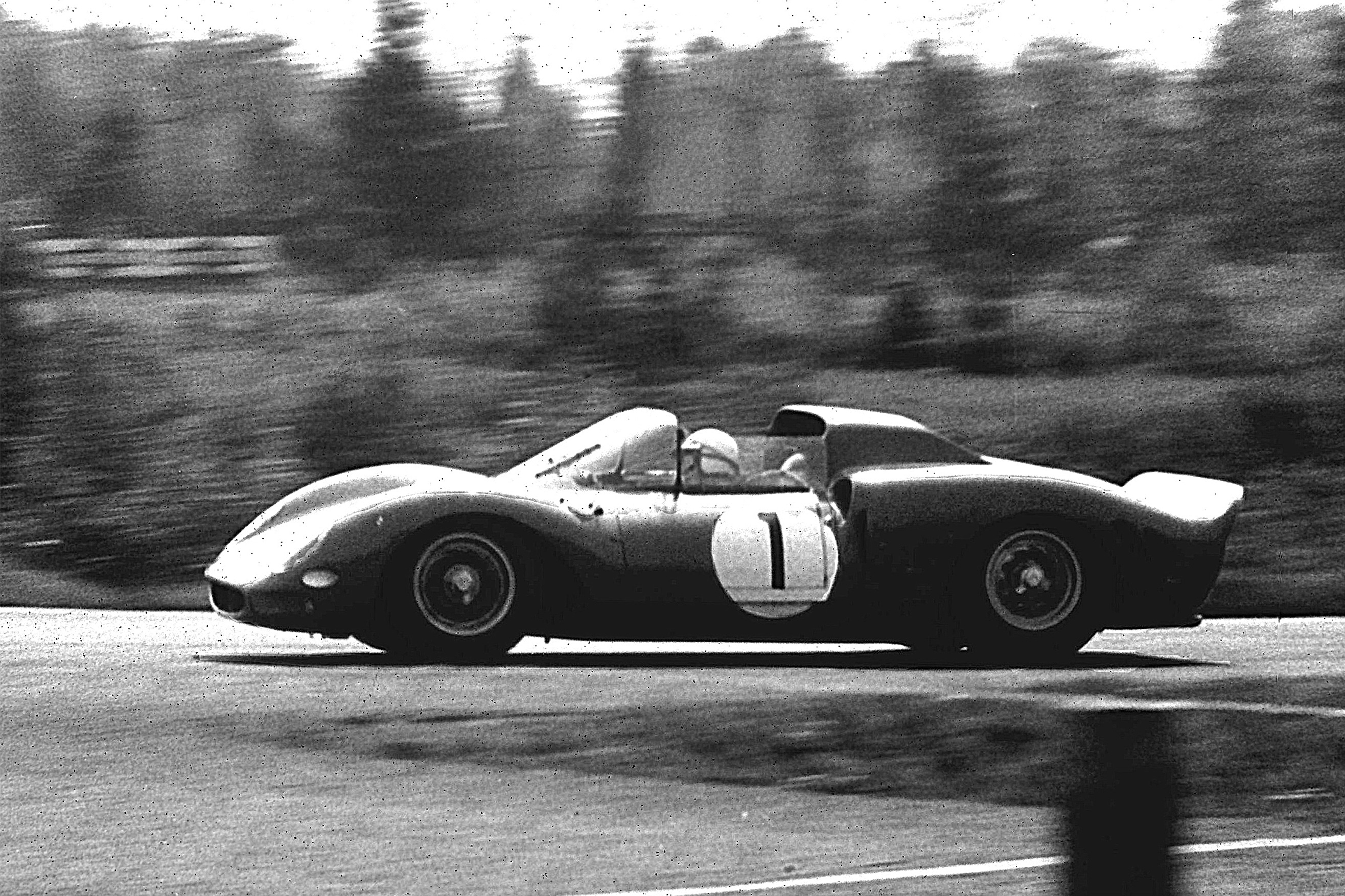
Ferrari 330P2; am Steuer John Surtees bei seiner Siegesfahrt beim 1000-km-Rennen am Nürburgring 1965

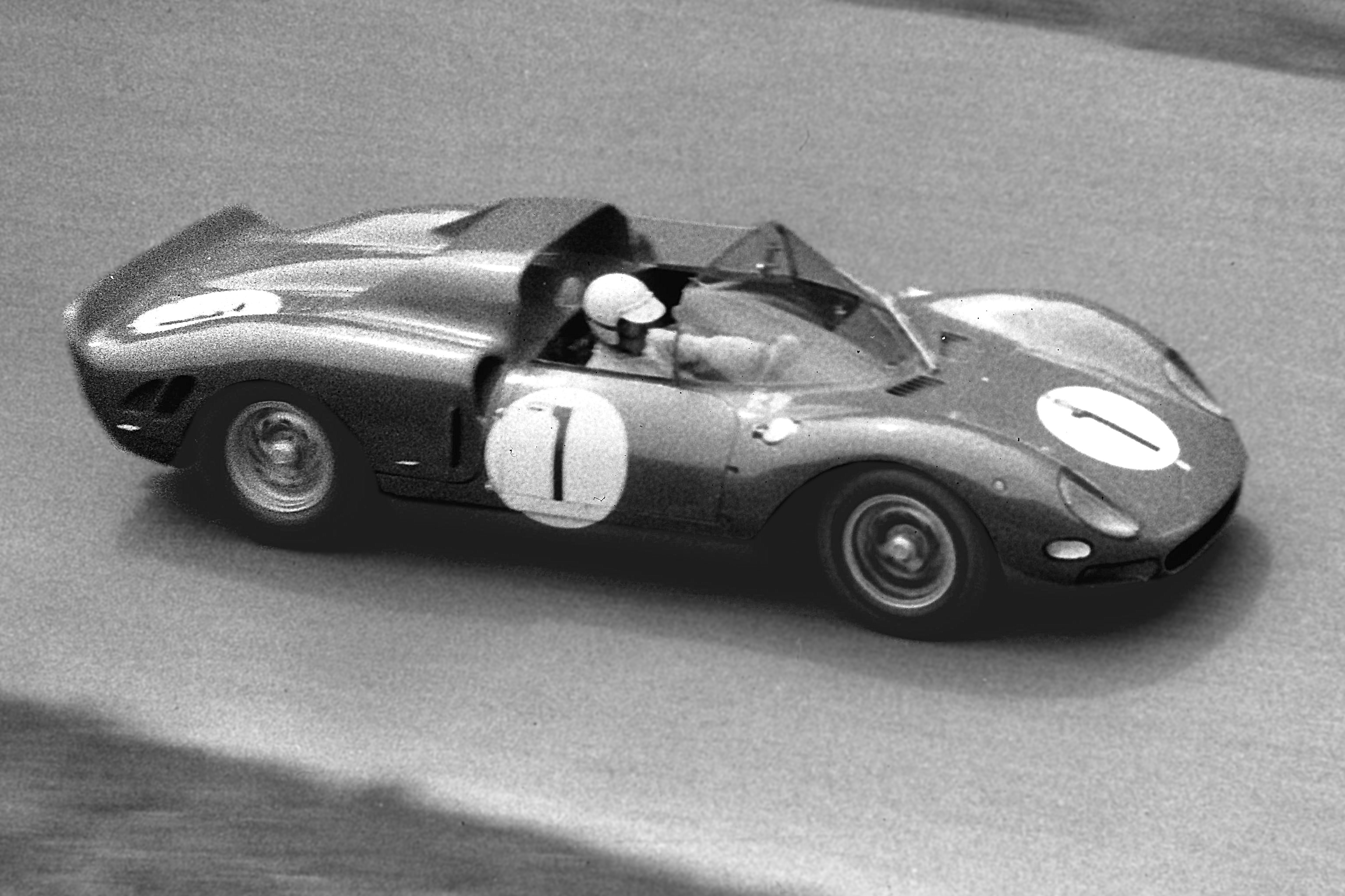
Ludovico Scarfiotti mit dem 330P2 im Streckenabschnitt Hatzenbach

Der Ferrari 330P2 war ein Rennsportwagen, den die Scuderia Ferrari 1965 bei Sportwagenrennen einsetzte.

## Nomenklatur
In vielen Publikation wird der 330P2 mit dem Ferrari 275P2 gleichgesetzt, was jedoch falsch sein dürfte. Denn in allen Ergebnislisten der internationalen Sportwagenrennen werden die Typen getrennt, da sie sich wesentlich in Motorleistung und Hubraumgröße der 12-Zylinder-Motoren unterschieden.

## Entwicklungsgeschichte und Technik
Der 330P2 hatte keinen klassischen Gitterrohrrahmen mehr. Wie schon ab 1963 bei den Ferrari-Formel-1-Monoposto-Rennwagen praktiziert, wurde eine selbsttragende Karosserie aus vernieteten Aluminiumblechen entwickelt. Gefertigt wurde sie  bei der Carrozzeria Fantuzzi. Die Hinterradaufhängung wurde aus dem Formel-1-Ferrari 158 übernommen. Im Unterschied zum Vorgängermodell 330 hatte der 330P2 breitere Felgen und schlauchlose Dunlop-Rennreifen. Die Kraft wurde über ein neu entwickeltes 5-Gang-Getriebe übertragen.
Der 330P2 erhielt einen neuen V12-Motor (Bankwinkel 60°) mit zwei obenliegenden Nockenwellen (bialbero) je Zylinderbank. Der Motor hatte sechs Weber-Doppelvergaser und zwei Zündkerzen je Zylinder. Während der Hubraum beim 275P2 bei 3,3 Liter lag, hatte dieser Typ die 4-Liter-Variante bzw. 3969 cm³ (Bohrung 77 mm, Hub 71 mm). Als Motorleistung wurden 410 PS bei 8200/min angegeben (nach anderer Quelle 420 PS bei 8000/min). Der Wagen wog laut Angaben von Ferrari trocken etwa 820 kg, der Radstand betrug 2400 mm.

## Renngeschichte
Sein Renndebüt gab der 330P2 1965 in der Sportwagen-Weltmeisterschaft. Beim ersten Wertungslauf des Jahres, dem 2000-km-Rennen von Daytona, wurde Fahrgestell 0838 für John Surtees und Pedro Rodríguez gemeldet. Im Training erzielte Surtees mit einer Zeit von 2:00,600 Minuten die beste Rundenzeit. Die Zeit entsprach einer Durchschnittsgeschwindigkeit von 183,032 km/h. Im Rennen schied der Wagen nach 116 gefahrenen Runden durch einen Schaden an der Hinterachse aus. Bis zum Ausfall hatte das Fahrzeug fast ständig in Führung gelegen. Auch beim Testtag zum 24-Stunden-Rennen von Le Mans war ein 330P2, diesmal Fahrgestell 0828, das schnellste Fahrzeug.
Beim zweiten Renneinsatz, dem 1000-km-Rennen von Monza, mussten sich Surtees und Ludovico Scarfiotti nur den Teamkollegen Mike Parkes und Jean Guichet im Schwesternmodell 275P2 geschlagen geben. Beim Rennen auf dem Nürburing revanchierten sich Surtees und Scarfiotti und feierten den ersten und einzigen Rennsieg mit dem 330P2. Sie fuhren die 1003,640 km in 6:53:05,4 Stunden beziehungsweise mit einer Durchschnittsgeschwindigkeit von 145,775 km/h. Parkes/Guichet im 275P2 wurden mit einem Rückstand von 44,8 Sekunden Zweite.
Der Einsatz beim 24-Stunden-Rennen von Le Mans geriet allerdings zum Fiasko. Beide Fahrzeuge fielen aus. Der Surtees/Scarfiotti-Wagen hatte nach 225 Runden einen Kupplungsschaden und der zweite 330P2 rollte mit Jean Glichet am Steuer am Sonntagvormittag mit Getriebeschaden aus. Den letzten Renneinsatz für einen 330P2 gab es im September 1965 bei einem CanAm-Rennen, dem Player’s Mont-Tremblant, das David Piper als Zweiter hinter John Surtees beendete, der einen Lola T70 privat gemeldet hatte.